# Lithasia hubrichti
Lithasia hubrichti är en snäckart som beskrevs av Clench 1956. Lithasia hubrichti ingår i släktet Lithasia och familjen Pleuroceridae. Inga underarter finns listade i Catalogue of Life.